# KG-armaturen
KG-armaturen är en svensk teknisk belysningsarmatur som konstruerades av Karl Gustaf Lindesvärd och lanserades av Bröderna Malmströms metallvarufabrik år 1936. Den producerades främst för offentliga lokaler, varuhus, affärslokaler, arbetsplatser, skolor och läsesalar, statliga verk och institutioner.
KG-armaturen var den första svenska belysningsarmatur som med en verkningsgrad på 86 % enligt verkställda prov presterade tekniskt och ekonomiskt bättre än utländska motsvarigheter, främst danska PH-lampan och tyska Sistrah-armaturen, men även engelska: Holophane, som hade etablerat sig i Sverige.

## Produkten

### Konstruktion

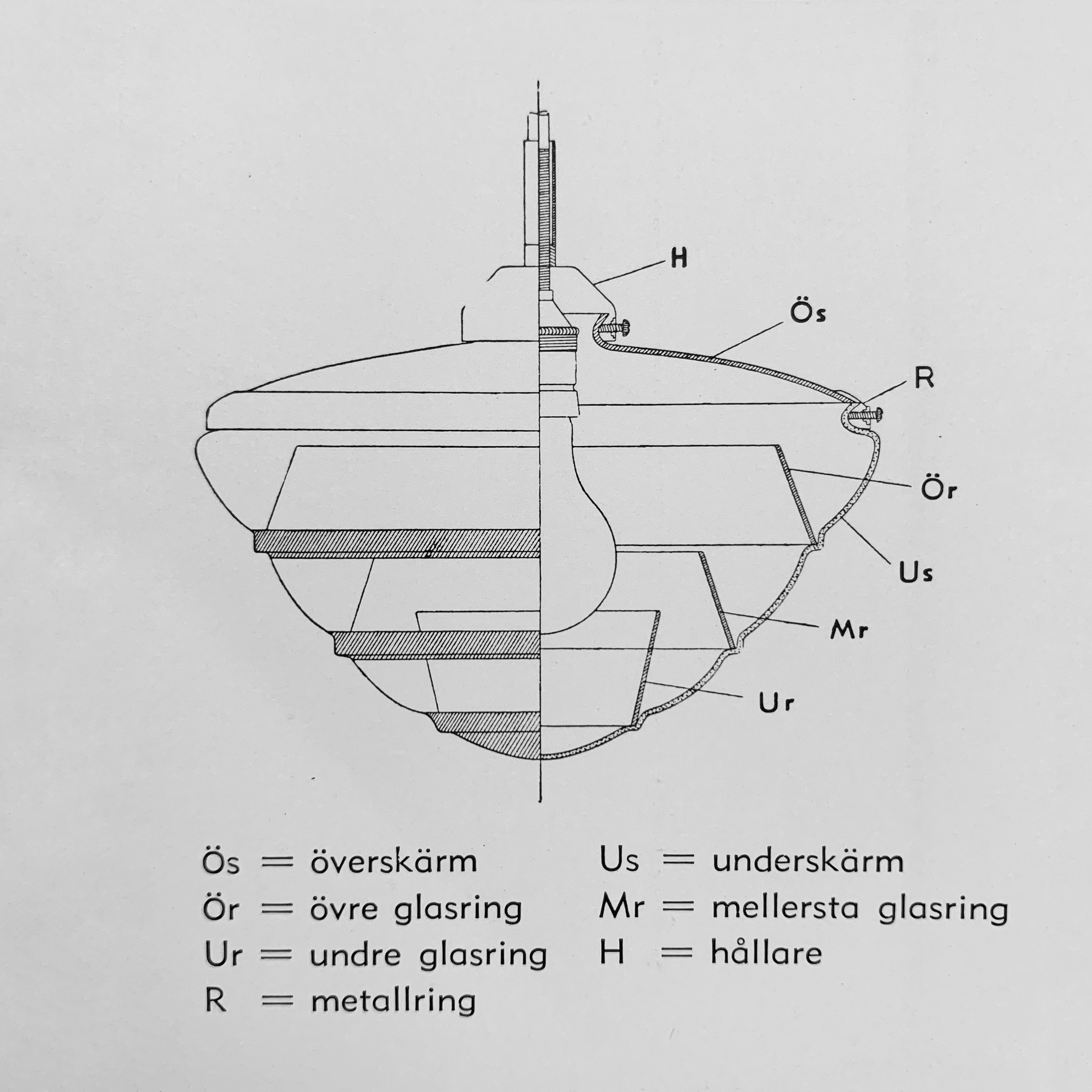
KG-armaturen i genomskärning med dess komponenter.

KG-armaturen består av en överskärm av opalöverfång samt en underskål av klarglas vilka sitter ihop med hjälp av en metallring. I underskålen ligger tre koniska ringar av opalöverfång. (Minsta modellen nr 3609 har två ringar.) Ringarna vilar i särskilda avsatser i underskålen. Överskärmen har en sådan form att det reflekterade ljuset från den utgår ur armaturen med minsta möjliga förluster. Där underskålen möter de koniska ringarna och i botten är klarglaset matterat. Originalglaset kommer från svenska glasbruk varav ett var Rosdala glasbruk. Överfångsglaset är treskiktigt i originalutförande.

### Bländ- och dammfri
Pendelröret har så kallad långgängning vilket gör att ljuskällans höjd relativt armaturen lätt kan ställas i bländfritt läge genom att manuellt snurra på armaturen när den är monterad. Armaturen är helt innesluten i glas vilket gör den dammfri. Funktionerna utformades med tanke på att armaturen skulle vara lätt att underhålla, byta lampa i och städa av fastighetsskötare och städpersonal.

### Utföranden
KG-armaturen tillverkades i tre storlekar (270 mm, 335 mm och 420 mm i diameter), för effekter upp till 200 W och i flera olika utföranden. Bland annat som tak-, pendel- och väggarmatur. Armaturen har en ljuspunkt. Lamphållaren inne i armaturen, för glödlampa med edisongänga E27, var tillverkarens egen S-märkta konstruktion och utfördes i vitlackerad mässing med präglat firmamärke. Takkoppen till pendelarmaturerna är förkromad. Glasringarna kunde som tillval fås i champagneöverfång eller ljusgrön överfång.

### KG-serien
År 1938 kompletterades takarmaturerna med en bordsarmatur och en golvarmatur och blev ett belysningsprogram med namnet KG-serien. KG-bordslampan med nr 2615 består av en klar glasskål, upptill helt öppen samt försedd med en ansats, som uppbär en en konisk ring av överfångsglas. Vid glasskålens övre kant fästes en metallskärm, invändigt aluminiumbronserad, utvändigt lackerad. Glasskålen täcks upptill av en överfångsskål som vilar i en fals i metallskärmen. Överskålen är konstruerad så att större delen av ljuset reflekteras nedåt mot arbetsplatsen, men dessutom släpper den igenom en avvägd del av ljuset uppåt, vilket har till syfte att göra belysningen mer behaglig. Skärmens diameter är 455 mm. Från år 1940 utfördes KG-bordslampan med högglanspolerad och perforerad metallskärm.
KG-golvlampan nr 2613 är i princip konstruerad på samma sätt som bordslampan. Den klara glasskålen är däremot större och bär upp två stycken koniska ringar. Skärmens diameter är totalt 610 mm.

## Historia
KG-armaturen är en teknisk belysningsarmatur som tog upp kampen, dels med den danska PH-armaturen som lanserats ett tiotal år tidigare, och dels med den tyska Sistrah-armaturen som kallades Megaphos i Sverige. KG-armaturen var belysningstekniskt bättre än sina konkurrenter med en verkningsgrad på 86 % enligt verkställda prov på Kungliga Tekniska Högskolans laboratorium i Stockholm. Det ansågs vara rekord. Den positionerades på marknaden som ”en svensk teknisk armatur” eftersom konkurrenterna i huvudsak var importerade.
Ljusfördelning och ljusflöde var större tack vare att KG-armaturen kastade ljus både nedåt och uppåt men även åt sidan vilket vid tidpunkten varken PH- eller Sistrah-armaturerna gjorde i lika stor mängd. Ljuset från KG-armaturen var både direkt (mer än 60 % men mindre än 90 % i undre halvsfären) och indirekt (resterande i övre halvsfären).
Resultatet blev ett jämnare ljus utan skarpa slagskuggor vilket medförde både bättre belysningsekonomi och behagligare ljus i skolmiljö och offentliga rum. Detta var något som också förespråkades, särskilt i skolor, av den inflytelserika Svenska föreningen för Ljuskultur. Elektriska prövningsanstalten, som på uppdrag av Folkskolestyrelsen skulle föreslå lämplig belysningsarmatur, gick så långt att de rekommenderade KG-armaturen.
Vidare var KG-armaturen i likhet med Sistrah-armaturen innesluten i glas vilket gjorde den helt dammfri. KG-armaturen var också bländfri precis som Sistrah-armaturen.
Einar Bäckströms metallvarufabrik, den svenska representanten för Sistrah-armaturen designad av Otto Müller i Tyskland, stämde Bröderna Malmströms metallvarufabrik för patentintrång med anledning av KG-armaturens konstruktion. Stämningsansökan avslogs i Malmö rådhusrätt den 17 december 1937. Einar Bäckströms metallvarufabrik överklagade men förlorade även i hovrätten vars utslag den 29 april 1938 var att ”… rådhusrättens dom till alla delar fastställdes”.
KG-armaturen levererades till bland andra Telegrafverket, Postverket, Järnvägsstyrelsen, AB Paul U Bergström, Fröjds herrekipering, AB John Sörman, Hovjuvelerare K Anderson, AB Nordiska Bokhandeln, SJ resebyrå, Rikstelefonbyrån, Svenska Handelsbanken, Skånska banken, Hovjuvelerare C. G. Hallberg, Sahlgrenska sjukhuset, AB Aerotransport, Stockholmsdistriktets allmänna restaurang AB (SARA), Norrmalms livsmedel, andra statliga myndigheter och kommunala verk, banker samt åtskilliga svenska skolor.
KG-armaturen användes som teknisk belysning i butik och kontor på den svenska New York-utställningen 1939.
Produkten tog två år att utveckla. Modellserien var i produktion fram till år 1974.

## Galleri

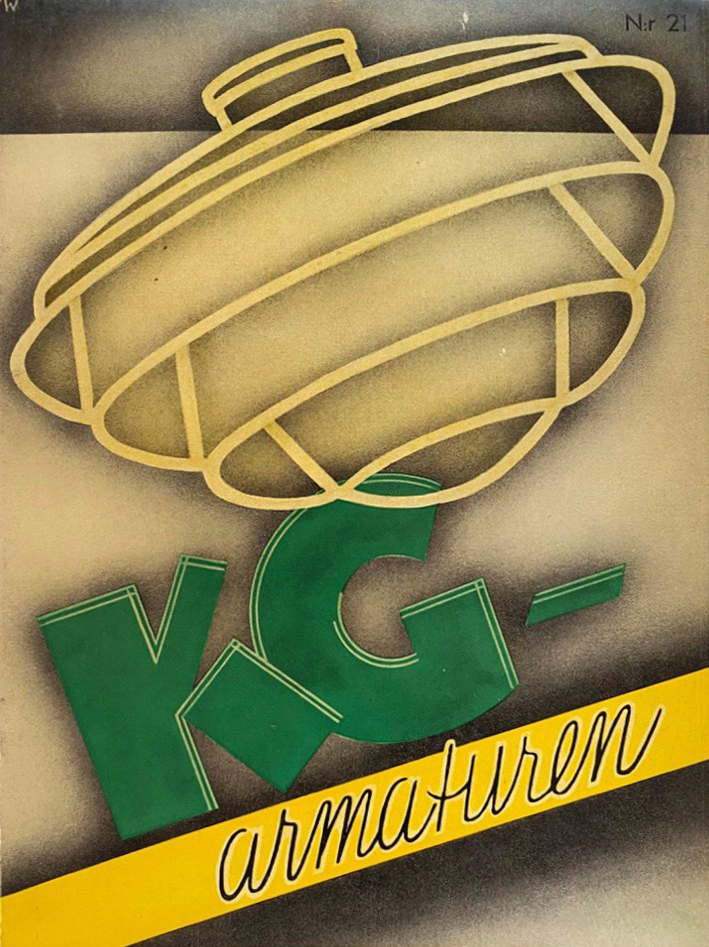
Specialkatalog nr 21, KG-armaturen, framsida (1940).
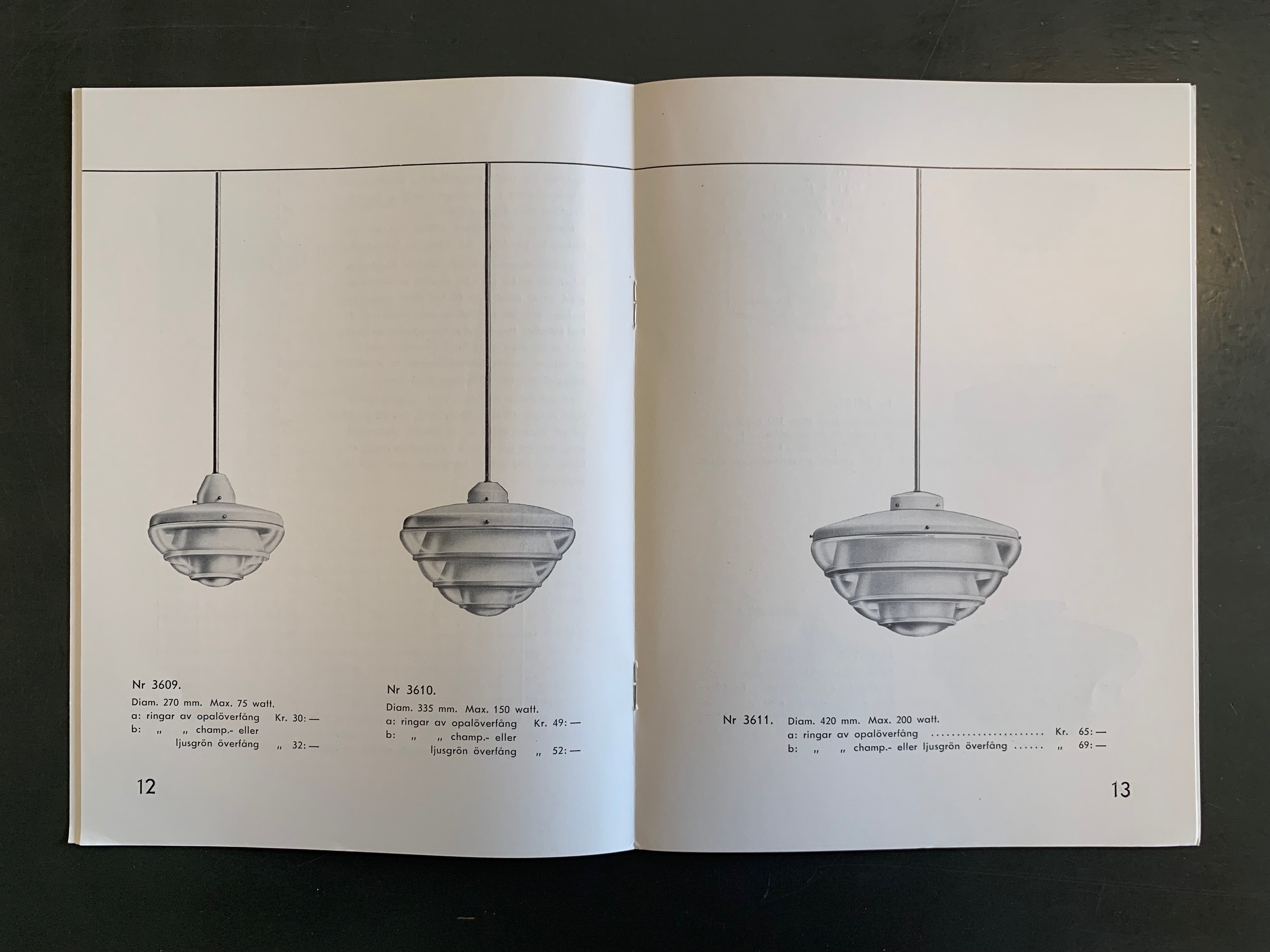
Modellserie i takpendelutförande (1940).
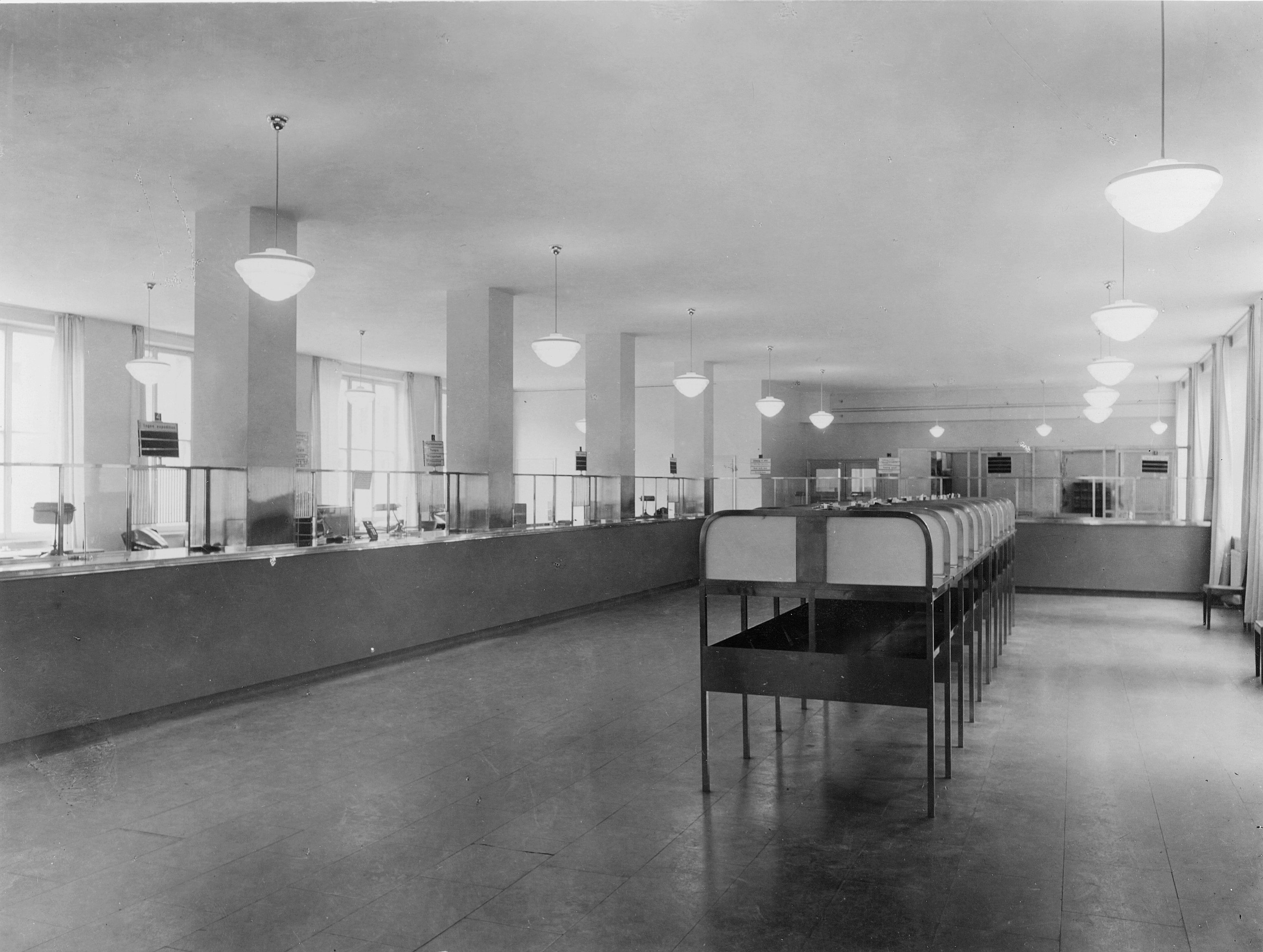
Postkontor, Stockholm 5, arkitekt Erik Lallerstedt (1937).
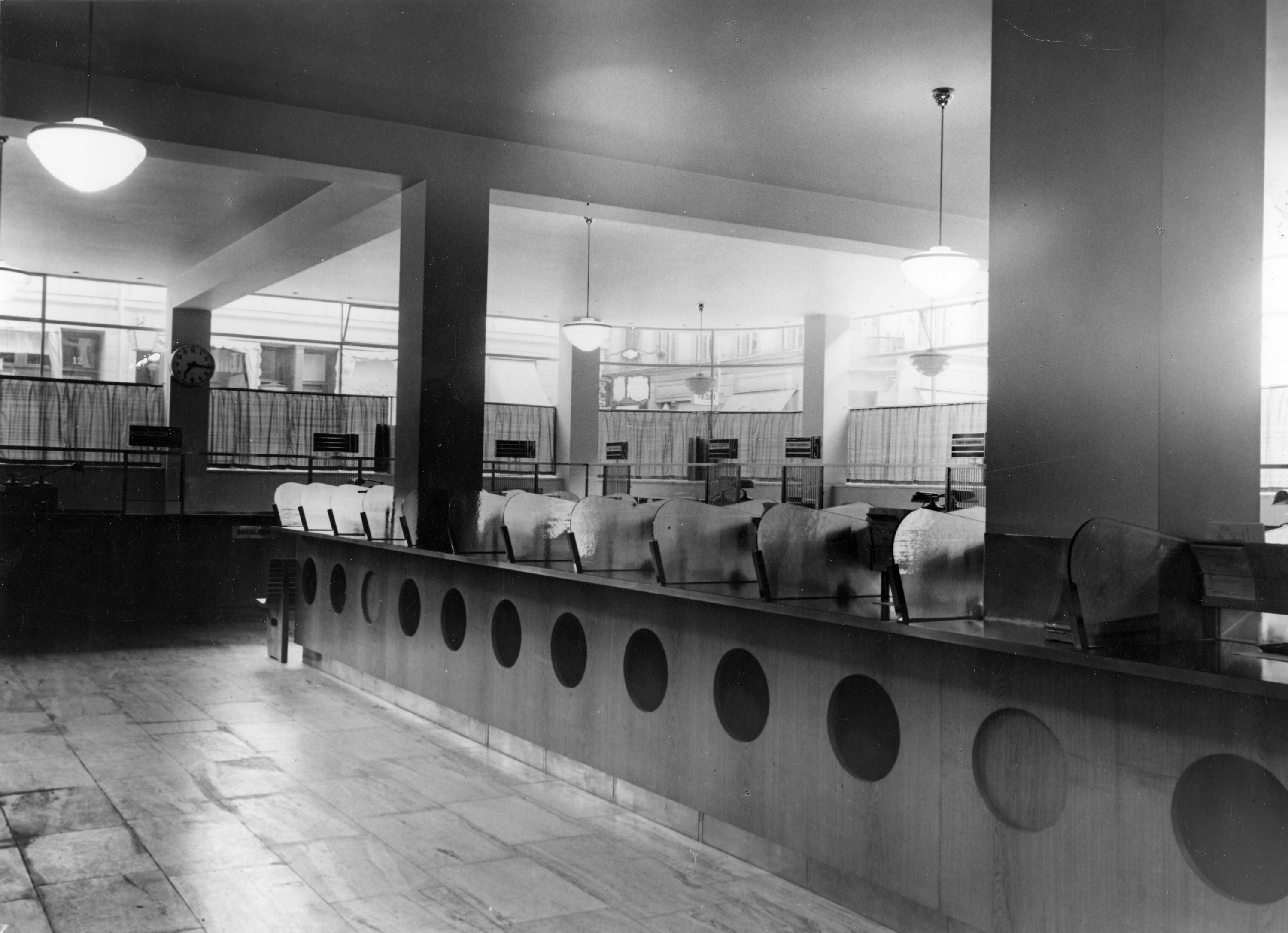
Postkontor, Stockholm 7, arkitekt Sven Markelius (1937).
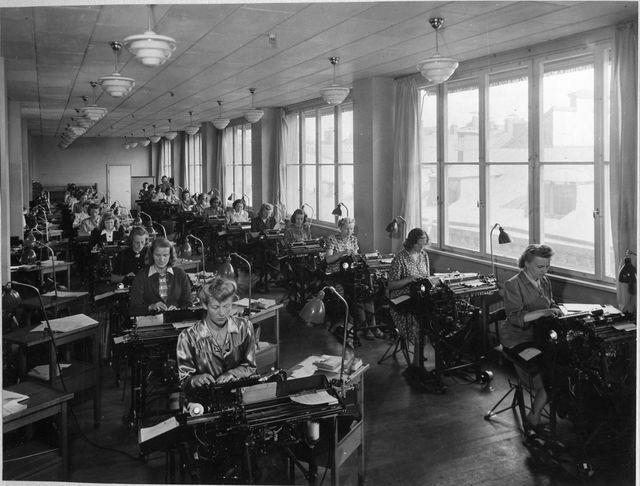
Nya Postgirot, Stockholm, arkitekt Erik Lallerstedt (1938).
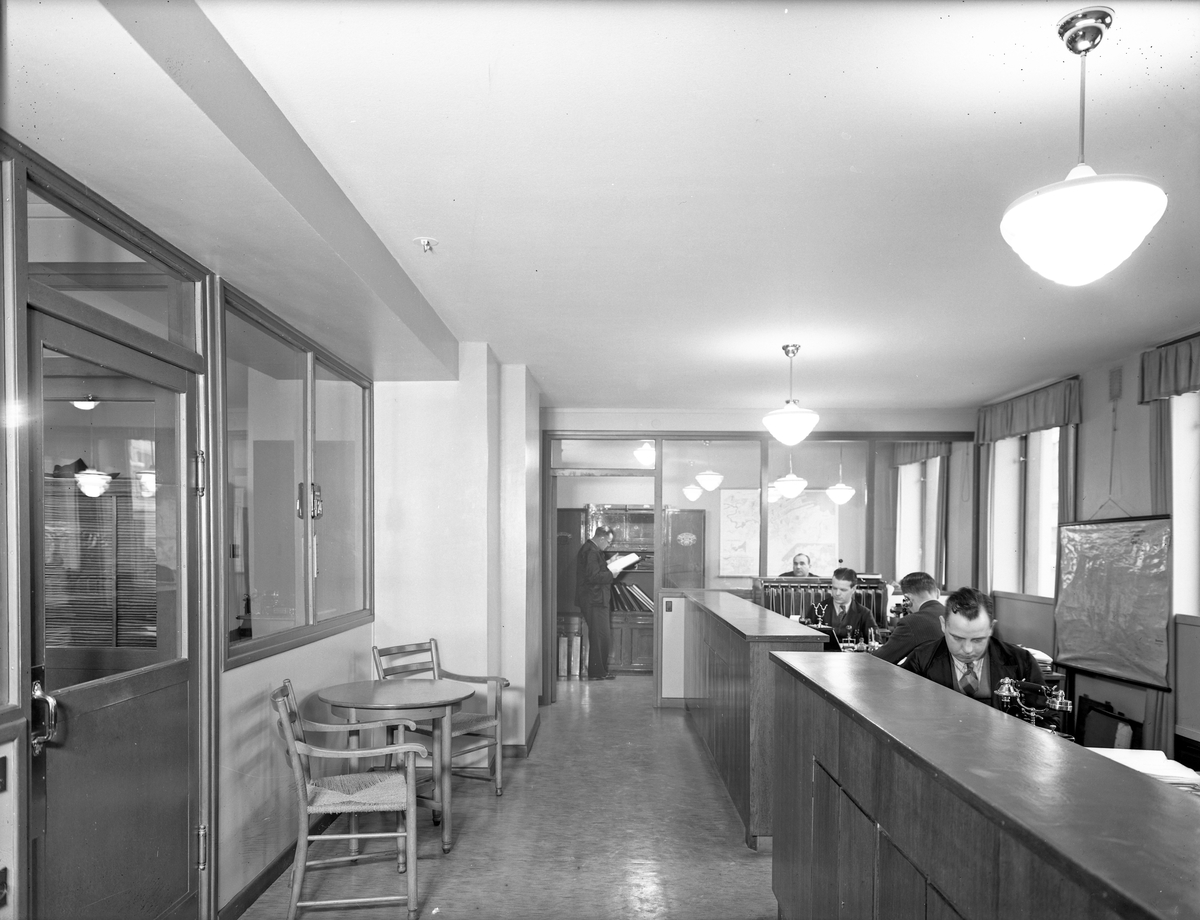
Gefle Dagblad, expeditionen, Gävle (1938).
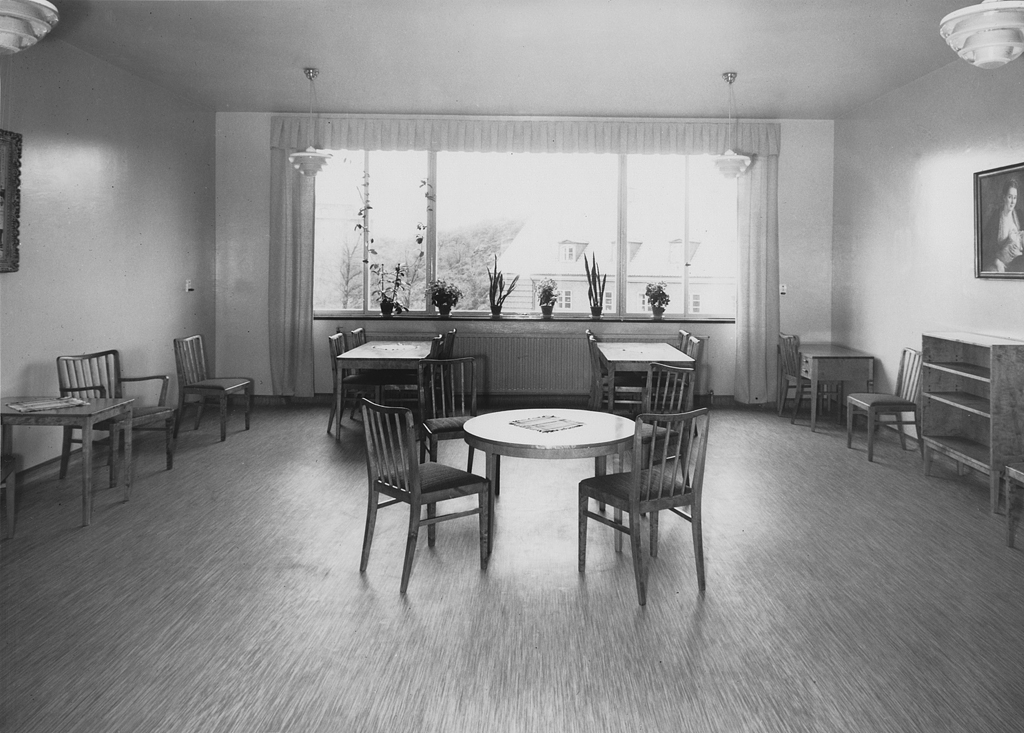
Sällskapsrum, Sahlgrenska sjukhuset, Göteborg (1939).
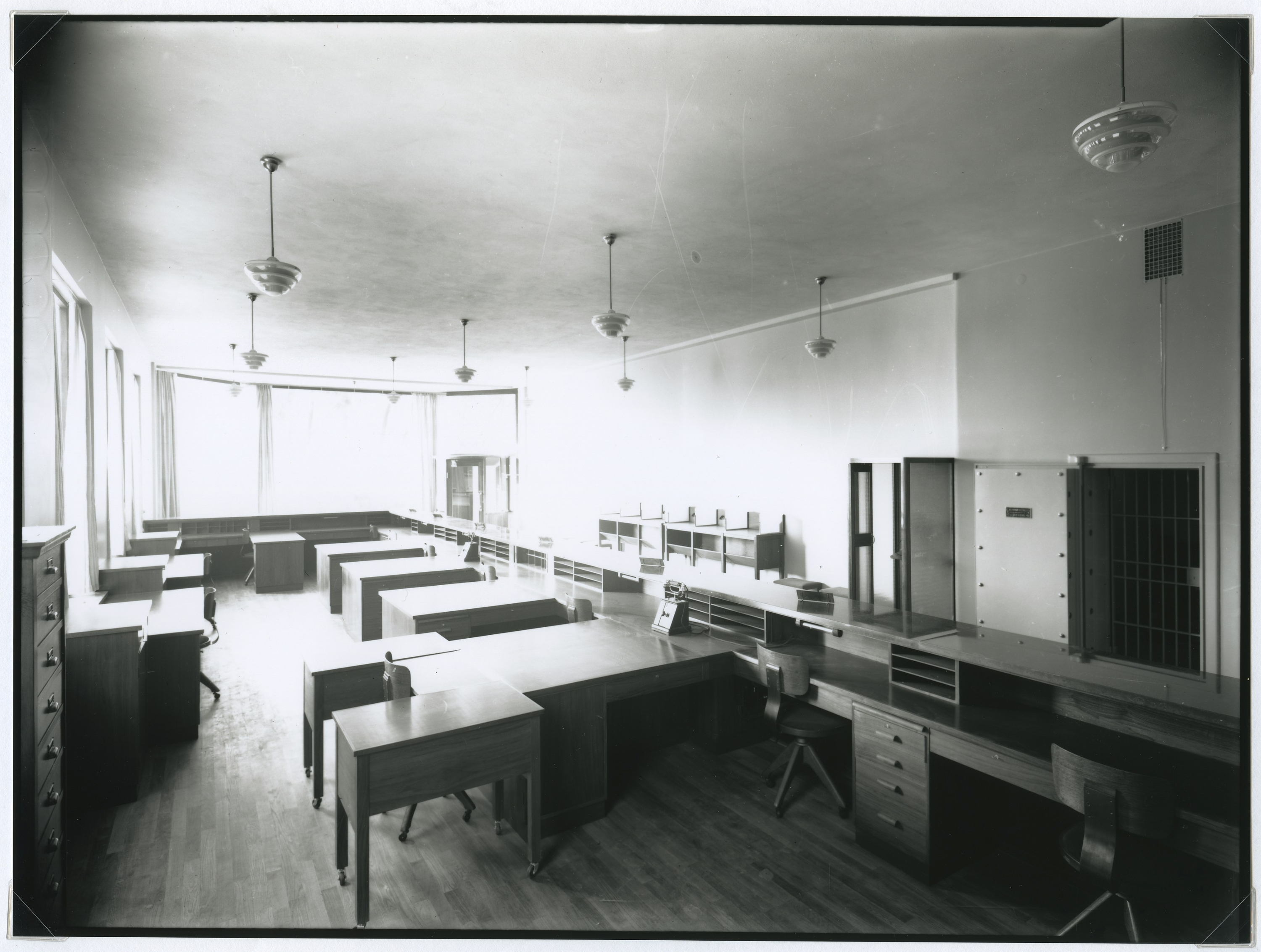
Bankkontor, Skånska banken, Kalmar (1940).
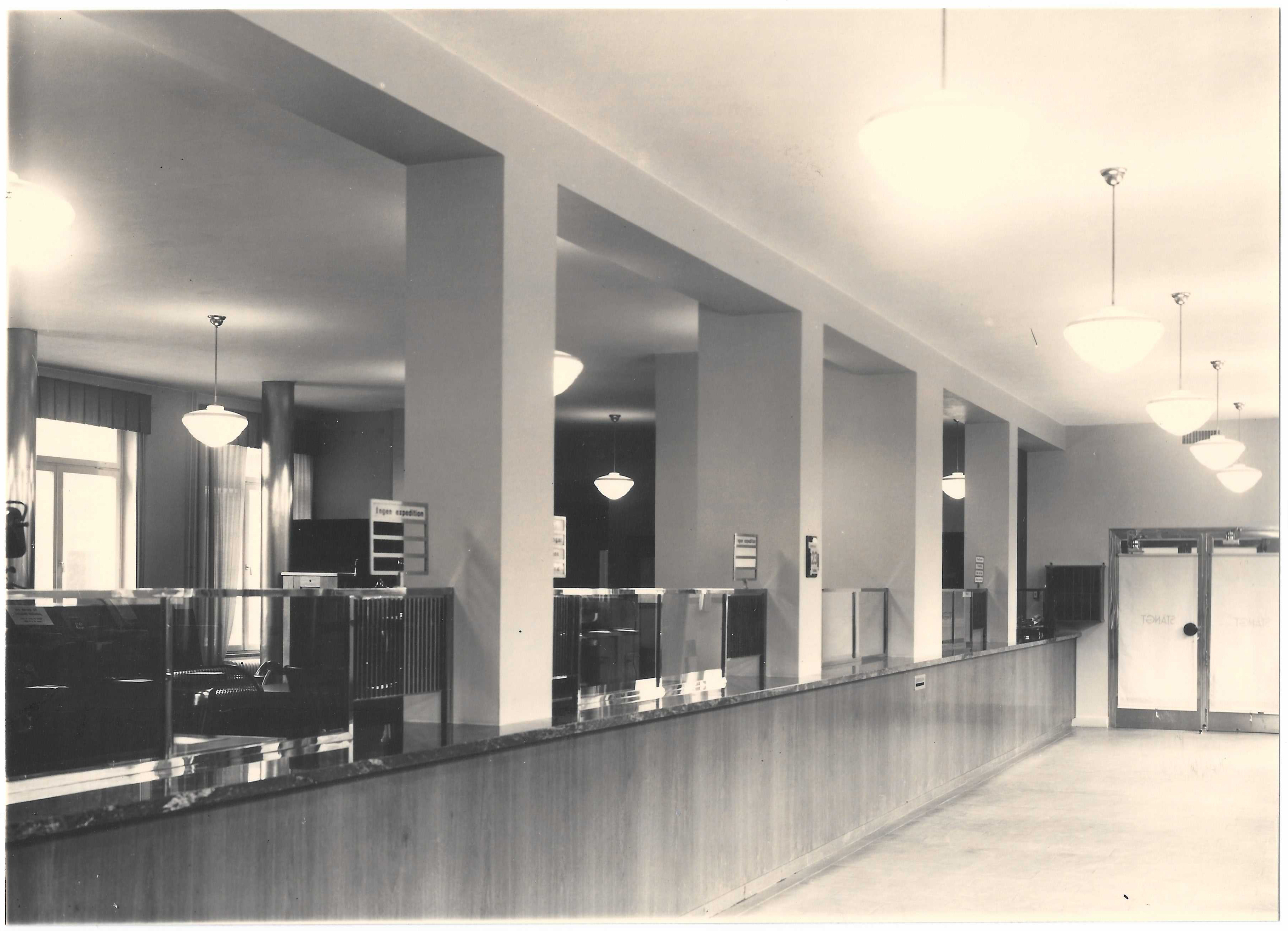
Postkontor, Kristinehamn (1941).
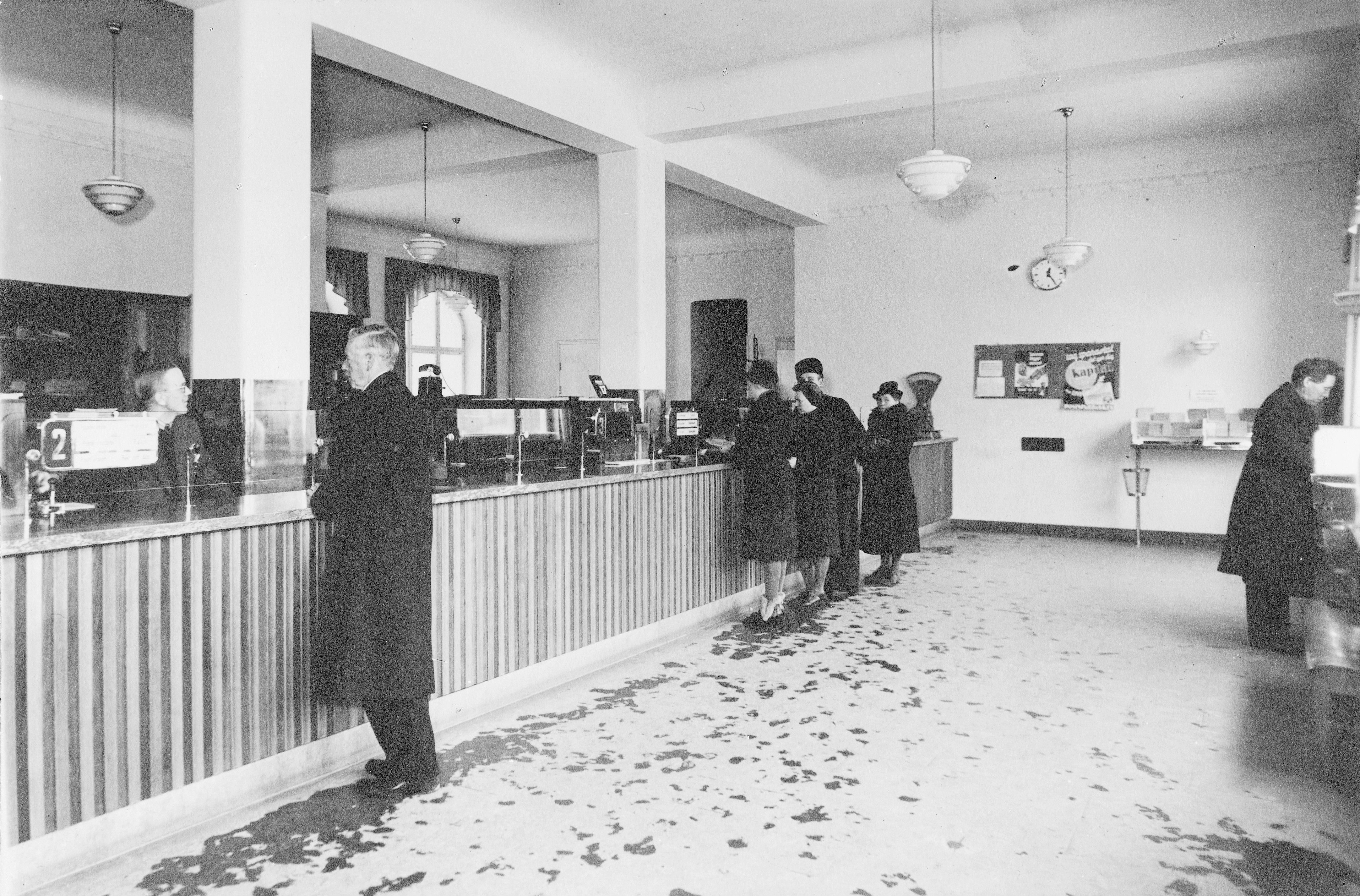
Postkontor, Trelleborg (1942).
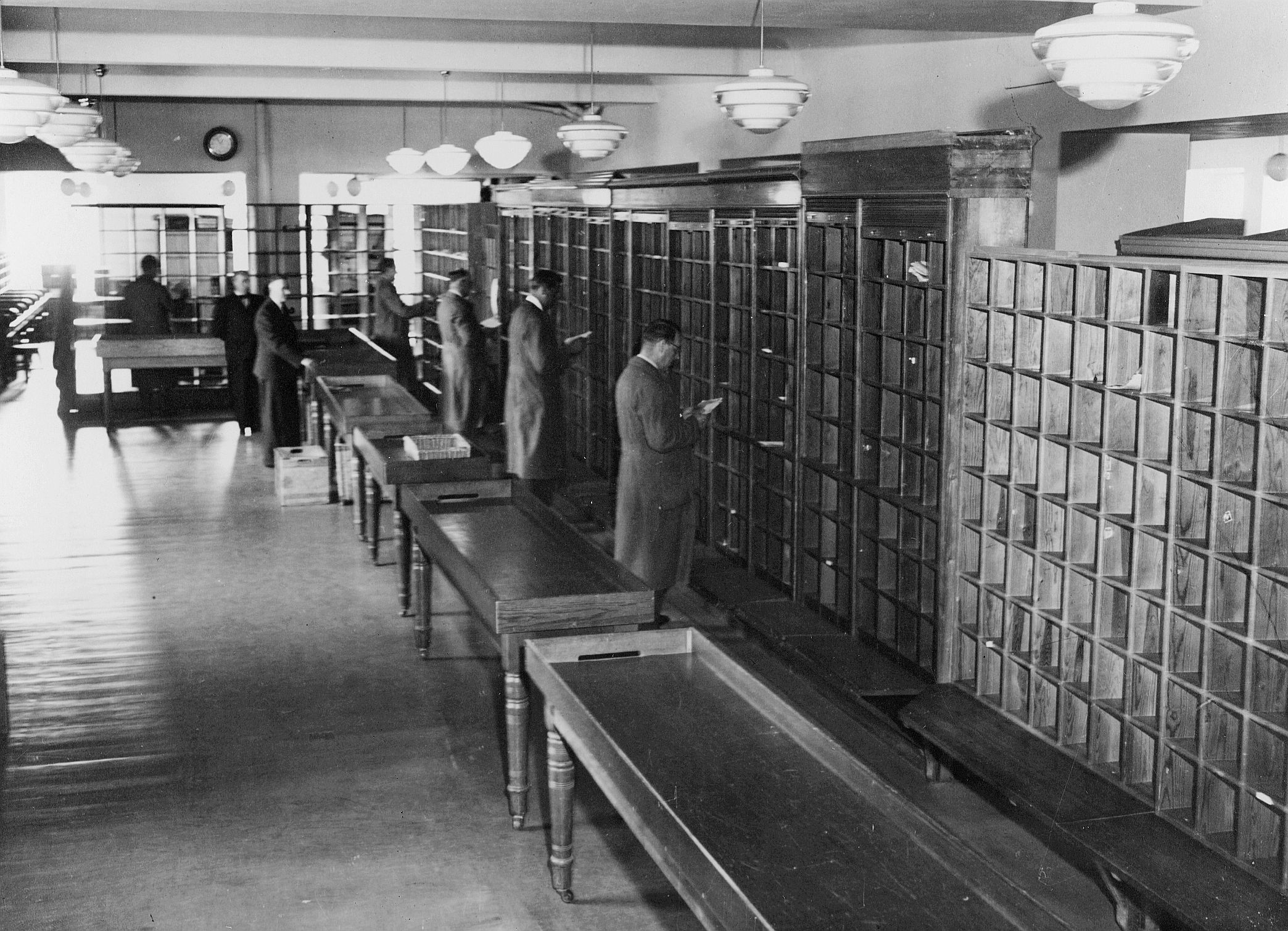
Postkontor, Malmö 1, försorterarexpeditionen (1944).
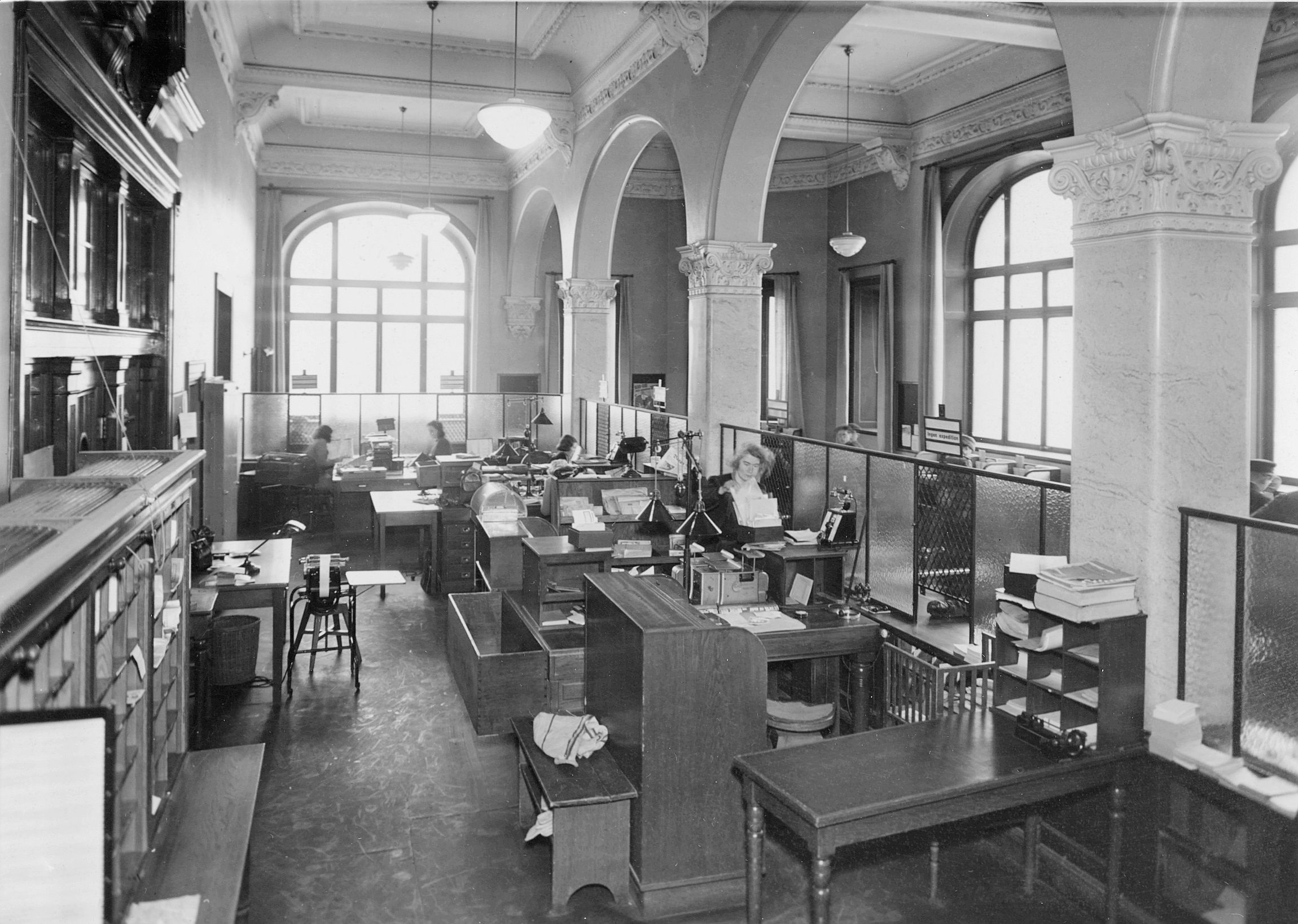
Postkontor, Borås 1 (1946).
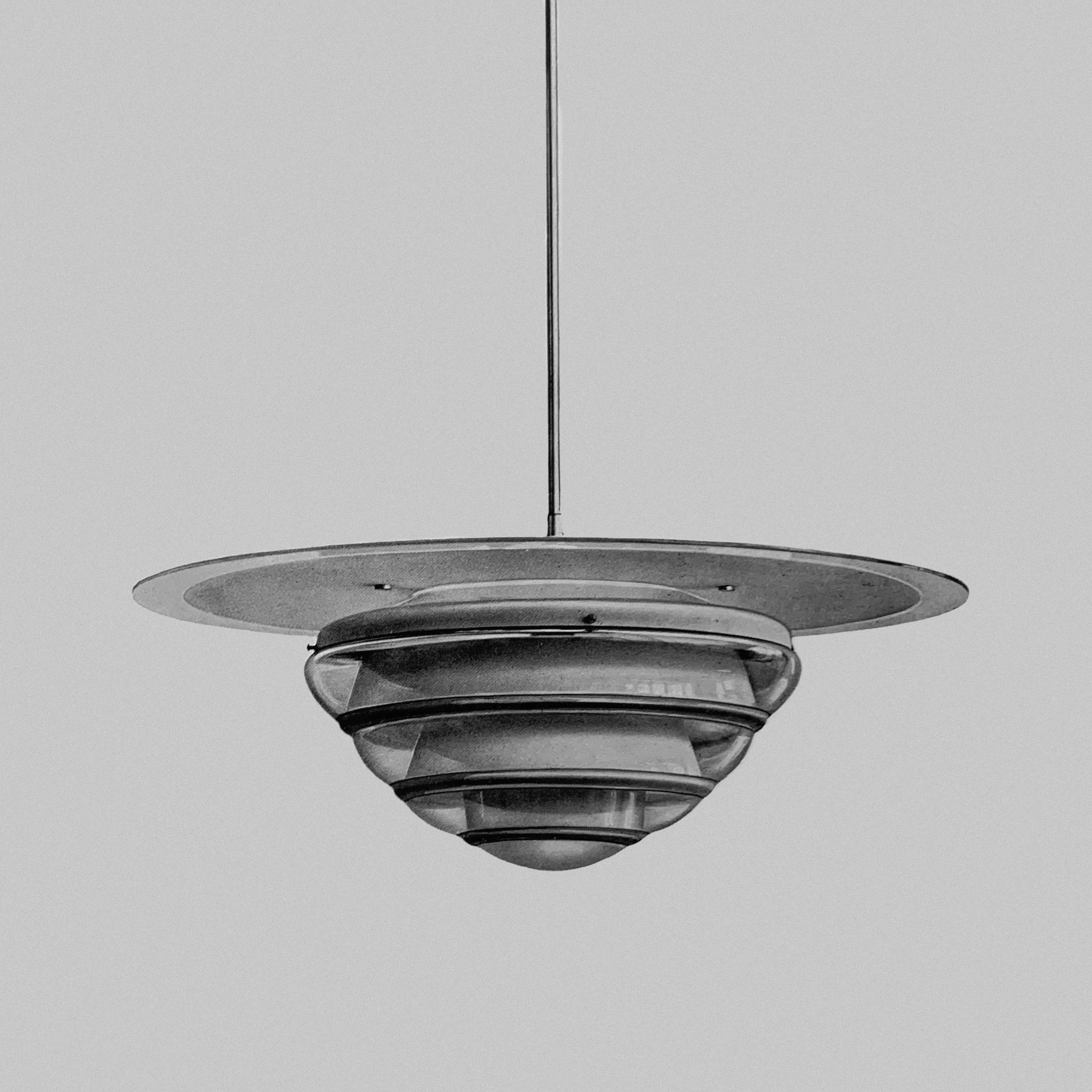
Nr 3650, takpendelarmatur med glasskiva (1941).
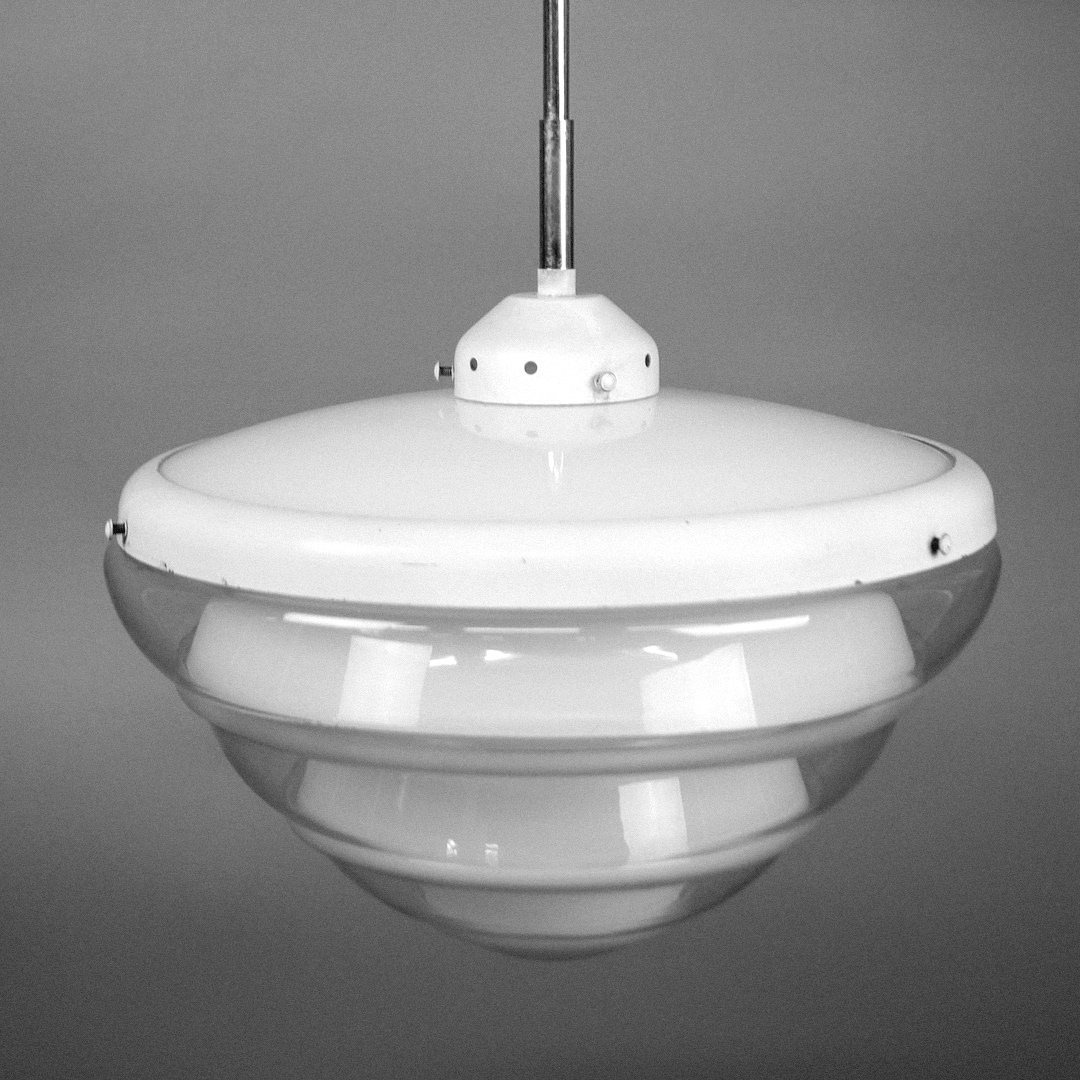
Nr 3610 med glasringar av opalöverfång (2021).
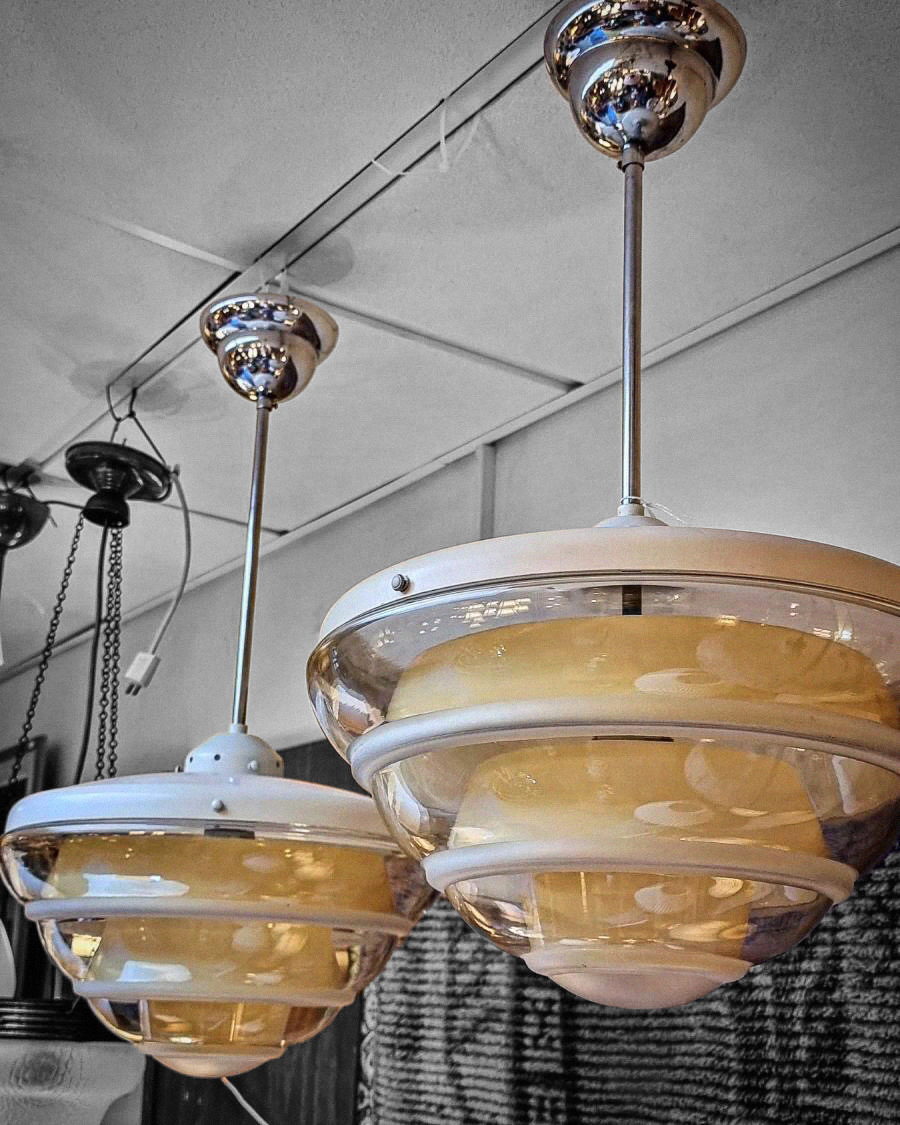
Nr 3610 med glasringar av champagneöverfång (2022).
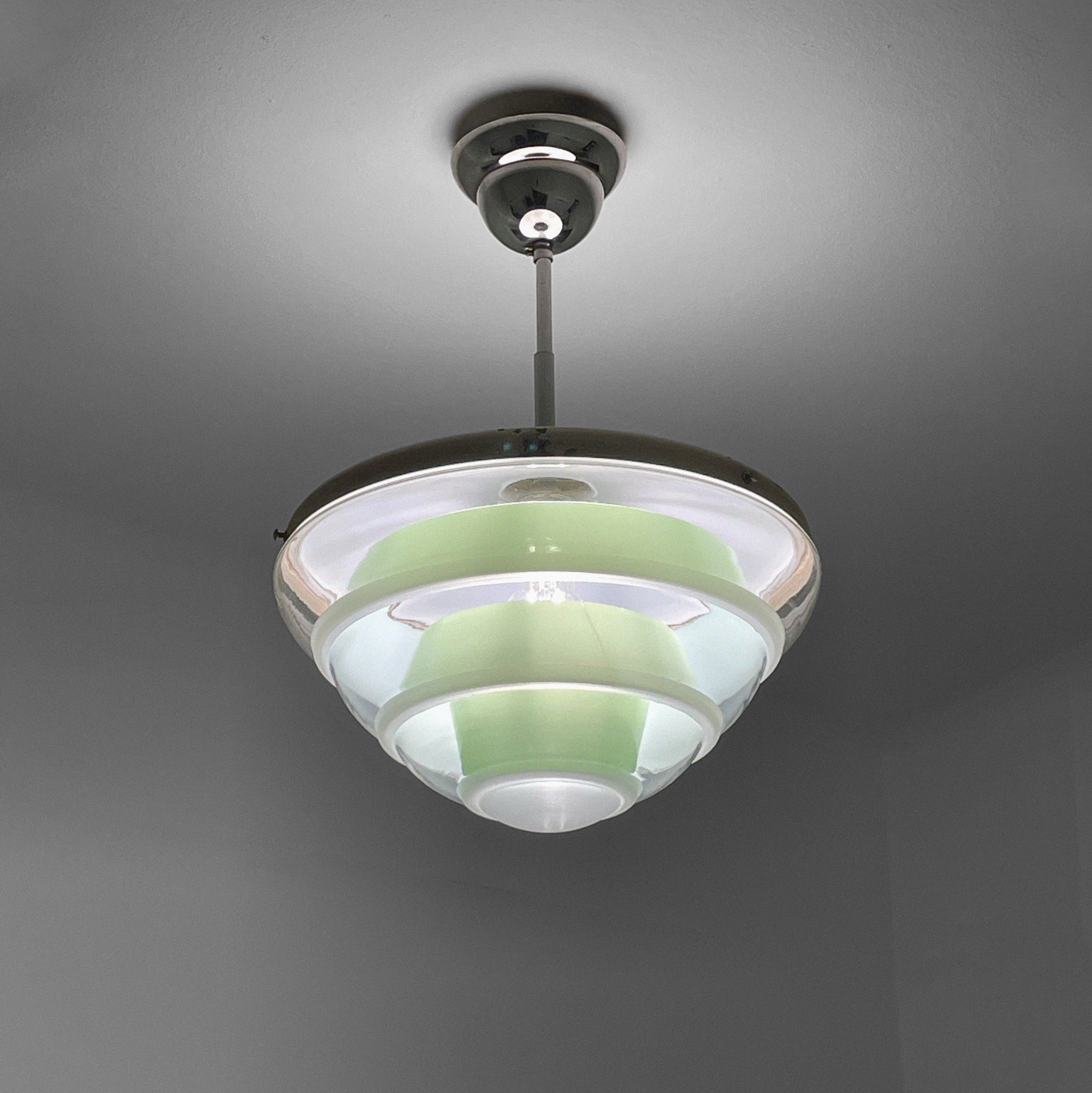
Nr 3610 med glasringar av ljusgrön överfång (2023).
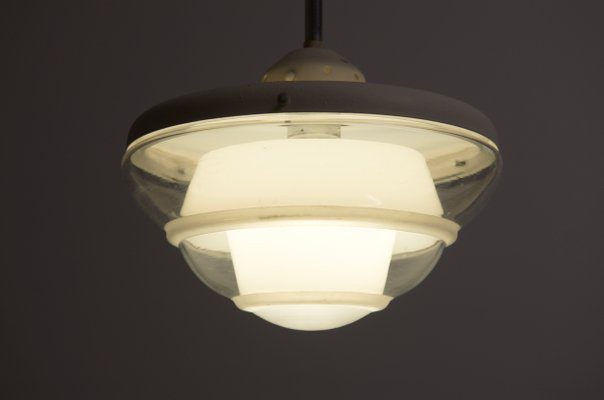
Minsta modellen, med enbart två glasringar, i takpendelutförande.
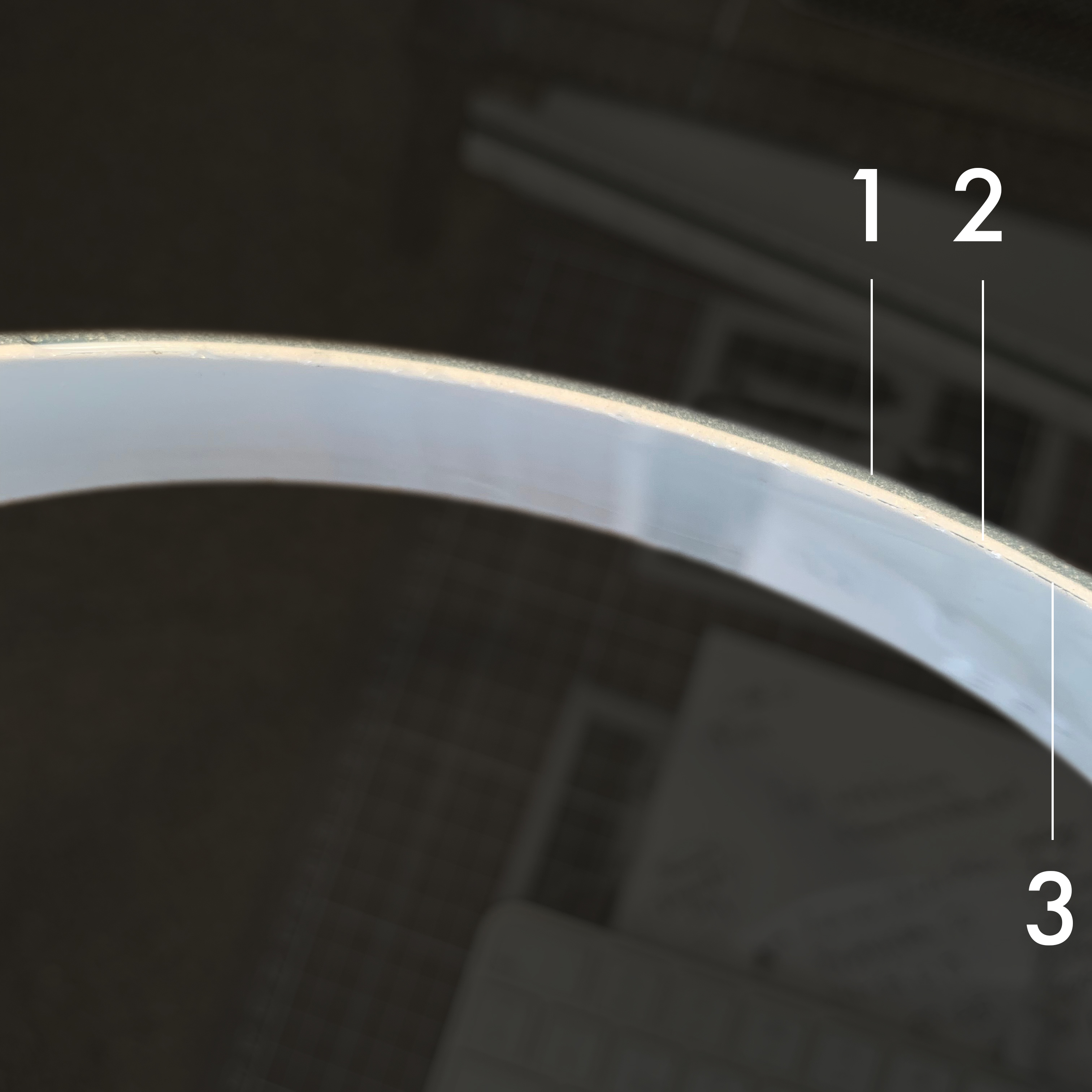
Ringarnas överfångsglas med tre skikt. 1) Yttre klarglas, 2) opalglas och 3) inre mycket tunt klarglas för att minska absorptionsförluster.
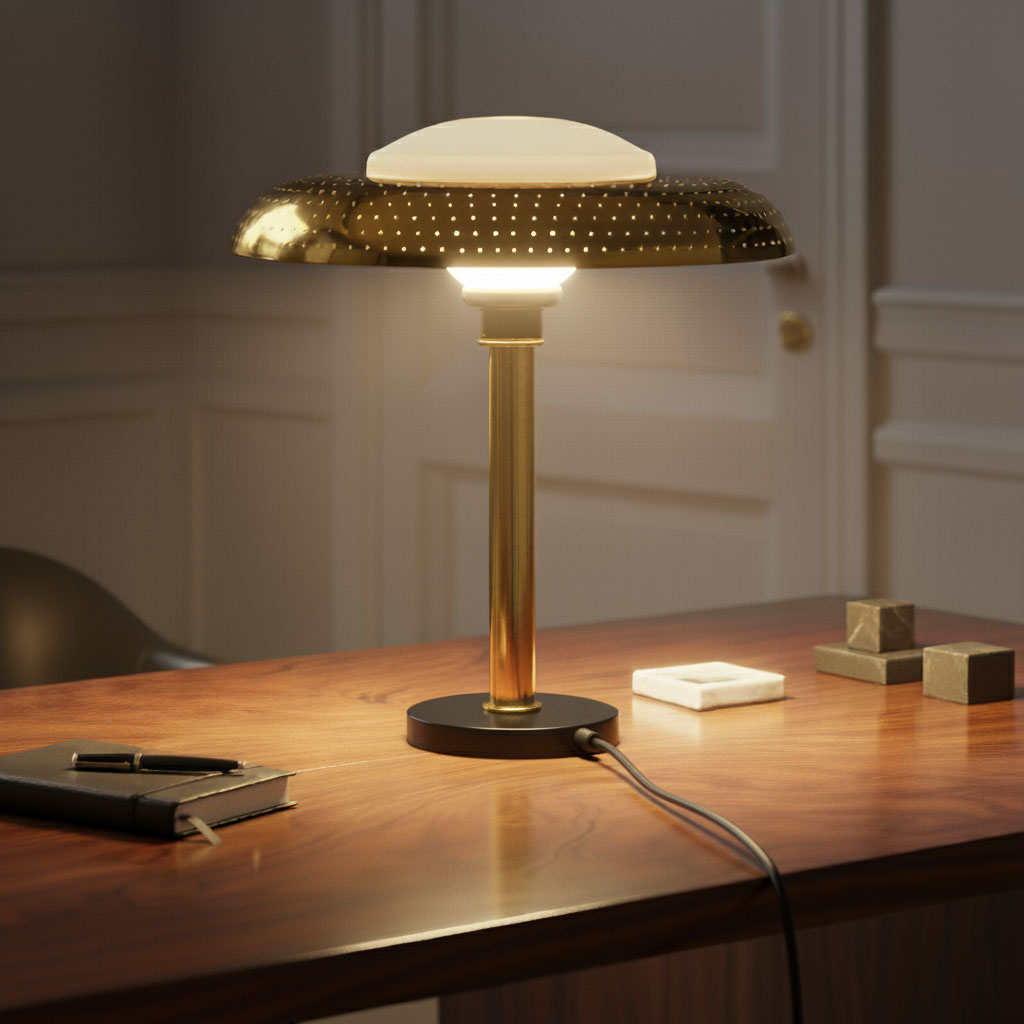
Nr 2615, bordsarmatur i KG-serien, blank mässing (1940).